# Đảo Mã quan
Ải Đảo Mã (giản thể: 倒马关; phồn thể: 倒馬關; Hán-Việt: Đảo Mã quan) là một cửa ải cổ tại Trung Quốc, nay thuộc trấn Đảo Mã Quan, huyện Đường, thành phố Chân Định, tỉnh Hà Bắc.

## Tên gọi
Ải Đảo Mã thời Chiến Quốc gọi là ải Hồng Thượng (giản thể: 鸿上关; phồn thể: 鴻上關; Hán-Việt: Hồng Thượng quan), Hồng Chi tái (giản thể: 鸿之塞; phồn thể: 鴻之塞), Si Chi tái (tiếng Trung: 鴟之塞), thời Hán gọi là ải Thường Sơn (tiếng Trung: 常山關; Hán-Việt: Thường Sơn quan), lại tên cửa ải Thanh Long (tiếng Trung: 靑龍口關; Hán-Việt: Thanh Long khẩu quan).
Tên gọi Hồng Thượng theo Thủy kinh chú xuất phát từ khúc sông Khấu Thủy chảy qua phía đông núi Hồng Sơn nên gọi là Hồng Đầu. Người đời sau ngờ rằng người xưa xây ải ở nơi đó nên gọi như thế.
Trong sách Đảo Mã quan sư tự thời Minh, tác giả Mã Trung Tích giải nghĩa tên gọi "Đảo Mã" xuất phát từ việc con đường qua đây là đường núi hiểm trở, gập ghềnh, ngựa người đi qua dễ bị vấp ngã.

## Lịch sử
Thời Tống, ải Đảo Mã cùng ải Tử Kinh, ải Cư Dung được gọi là "Tống nội tam quan". Thời Minh lấy tam quan cùng ải Cố quan gọi là "Kinh Tây tứ đại quan".
Ải Đảo Mã ngày nay được xây dựng năm 1452 thời Minh và được đại tu năm 1465.